# Пятигорский ипподром

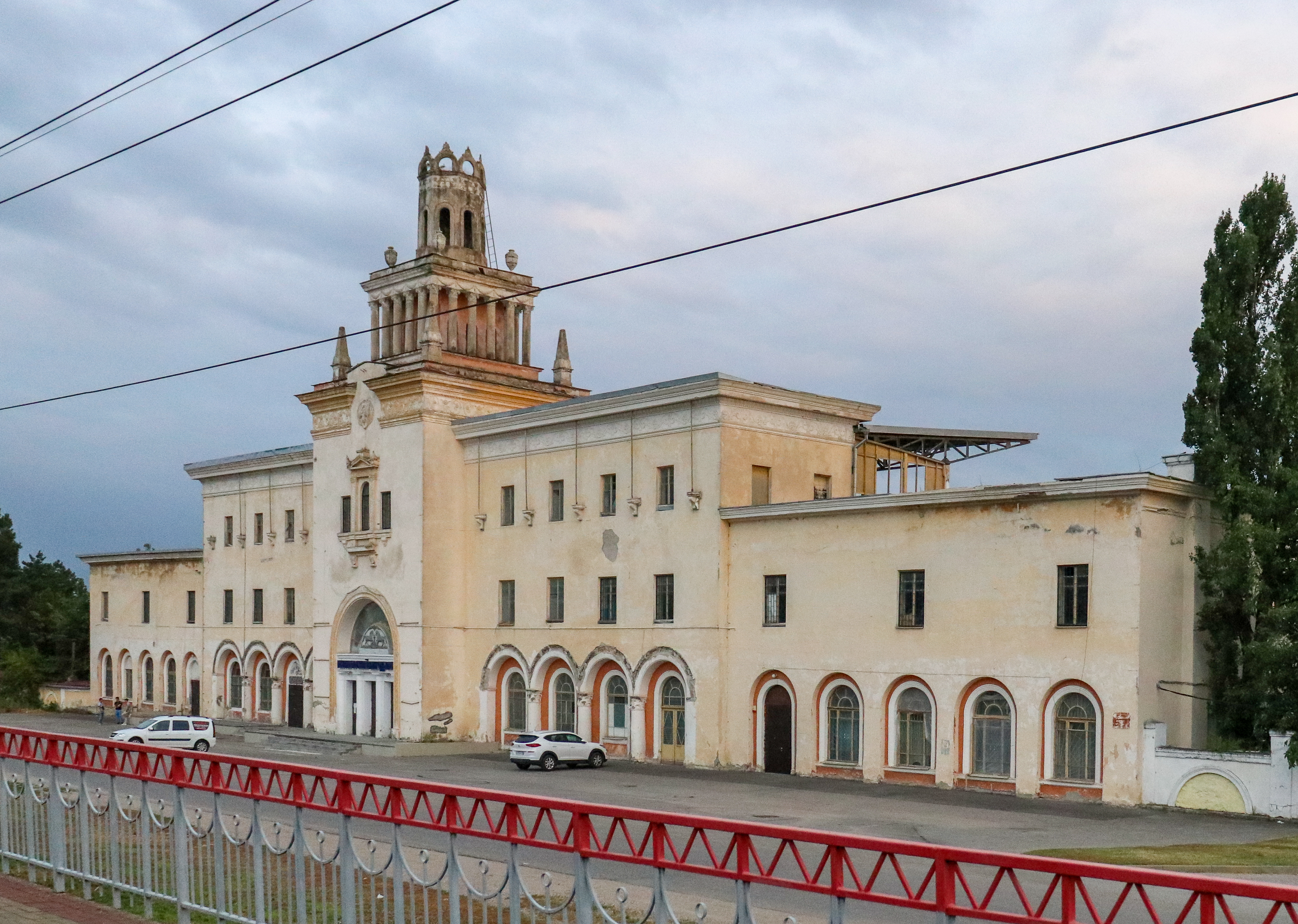

Пятигорский ипподром — один из старейших ныне действующих ипподромов страны. Скачки на нём проводятся ежегодно каждое воскресенье с мая по октябрь.
Ипподром расположен в 8 км от центра города Пятигорска по адресу ул. Ермолова, 219. Через дорогу от него расположена железнодорожная станция Скачки.
С октября 2023 года — объект культурного наследия регионального значения.

## История
10 декабря 1884 года Управлением государственного коннозаводства России был издан Приказ № 21 «Об учреждении скаковых испытаний лошадей», согласно которому планировалось организовать ипподром близ города Пятигорска. 
4/16 июня 1885 года офицерами Нижегородского полка учреждено Пятигорское поощрительное скаковое общество, устроено скаковое поле - «Скачки».
Скаковой круг был обустроен в поле у подножия Бештау. Позднее здесь же были построены трибуны и конюшни. Первые скачки в Пятигорске состоялись в июне 1885 года. В них участвовали лошади разных пород, принадлежащие частным лицам.
Пятигорский ипподром был построен в 1885 году конезаводчиком Пеховским и являлся его собственностью. В 1906 году он перешёл в ведение Московского императорского скакового общества.
К 1914 году Пятигорский ипподром занимал 4-е место среди 36 скаковых ипподромов России по сумме разыгранных призов.
После установления Советской власти ипподром был национализирован и стал называться Пятигорский государственный ипподром.
29.04/12.05 1918 года пятигорским скаковым обществом на ипподроме открыт скаковой сезон.
Однако во время гражданской войны скачки в Пятигорске прекратились.
Постановлением Совнаркома СССР о мероприятиях по развитию коневодческого хозяйства (1931 год) предусматривалось, уже начиная с 1931—1932 учебного года, организовать два высших учебных заведения Московский и Пятигорский зоотехнические институты коневодства и коннозаводства (возможно другое название) для подготовки зоотехников-коневодов и десять техникумов для подготовки техников конного дела и ветеринарных фельдшеров. Пятигорский зоотехнический институт был открыт весной 1932 года на территории Пятигорского ипподрома в здании Кабардинского конного завода.
В ноябре 1941 года ипподром набирал конмальчиков-ездоков для эвакуации из Пятигорска в Тбилиси высокопородистых лошадей Ростовского конного завода. В условиях очень холодной зимы (ноябрь-декабрь) это был героический перегон (Кабардино-Балкария, Осетия, Чечня, Военно-Грузинская дорога). Колонну сопровождал обоз и группа охраны. Из Тбилиси в Пятигорск подростки вернулись поездом только 31 декабря.
Во время Великой Отечественной войны Пятигорск был оккупирован фашистскими войсками и скачки на ипподроме не проводились. После освобождения города, в 1944 году ипподром снова ожил. Наряду с полукровными и чистокровными верховыми на пятигорскую дорожку вышли арабские лошади и до 2001 года Пятигорский ипподром был единственным местом в России, где испытывались арабские лошади.
По инициативе С. М. Будённого в 1950-е годы ипподром был перестроен.
В период 1992—1999 годов ипподром являлся центральным в России, поскольку на ЦМИ скачек не проводилось.
Сегодня Пятигорский ипподром — один из крупнейших скаковых ипподромов России. В год здесь проходят испытания около 500 лошадей трех верховых пород — чистокровной верховой, ахалтекинской и арабской, а это почти в два раза больше, чем на Центральном Московском ипподроме.
В 2008 году Пятигорский ипподром открылся после реконструкции, в результате которой была существенно модернизирована основная скаковая дорожка. Современный круг имеет овальную форму и две дорожки — призовую с синтетическим покрытием Fibersand и тренировочную с песчаным покрытием. Длина скакового круга — 2000 м. Круг оборудован системой автоматического полива Rain Bird и, благодаря отличному дренажу, позволяет проводить скачки даже в очень сильный дождь.
Скаковой сезон начинается в мае и длится до начала октября. В год на Пятигорском ипподроме проводится, в среднем, 20 скаковых дней.

## Основные призы, разыгрываемые на Пятигорском ипподроме
- Большой Пятигорский приз (Пятигорское Дерби)
- Кубок Чемпионов (Приз памяти Г. В. Кайшева)
- Большой приз для кобыл 3-х лет (Пятигорский Окс)
- Большой Всероссийский приз (Дерби) для лошадей арабской породы
- Большой Всероссийский приз (Дерби) для лошадей ахалтекинской породы